# 笔架山街道 (石首市)
笔架山街道，是中华人民共和国湖北省荆州市石首市下辖的一个乡镇级行政单位。

## 行政区划
笔架山街道下辖以下地区：
朝天口社区、建设路社区、北门口社区、徐家铺社区、界山口社区、孙家拐社区、张城垸社区、新洲村、国强村、杉木桥村、断岗口村、南港子村、郭家铺村、周家剅村、易家铺村、梅家咀村、东方村、沙银村、原种场胜利垸分场、山底湖建设站生活区和白莲湖渔场。

## 特产
笔架鱼肚：中国地理标志产品。